# Süsel
Süsel est une commune d'Allemagne de l'arrondissement du Holstein-de-l'Est dans le Schleswig-Holstein.

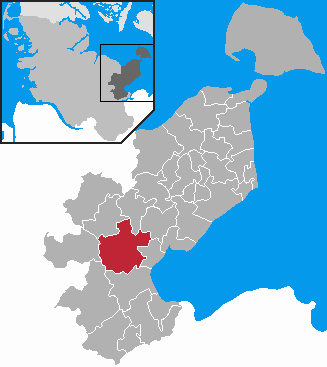
Localisation de Süsel dans l'arrondissement du Holstein-de-l'Est

## Personnalités
- Carl Ferdinand Stelzner (1805-1894), peintre né à Gömnitz.
- Paul Behncke (1866-1937), amiral né à Süsel.